# Botowo
Botowo [bɔˈtɔvɔ] (tiếng Đức: Bottowen; 1938–1945: Bottau) là một ngôi làng thuộc khu hành chính của Gmina Biskupiec, thuộc huyện Olsztyński, Warmińsko-Mazurskie, ở miền bắc Ba Lan. Nó nằm khoảng 6 kilômét (4 mi)   phía nam Biskupiec và 30 km (19 mi)     về phía đông của thủ đô khu vực Olsztyn.
Trước năm 1945, khu vực này là một phần của Đức (Đông Phổ).